# Prix Platino 2025
La 12e cérémonie des Prix Platino, organisée par la Entidad de Gestión de Derechos de los Productores Audiovisuales, se déroule le 27 avril 2025 et récompense les films et séries ibéro-américains sortis en 2024.
Le film Je suis toujours là (Ainda Estou Aqui) de Walter Salles remporte trois prix (dont meilleur film de fiction et meilleur réalisateur) alors que la série Cent Ans de solitude remporte le prix de la meilleure série,.

## Palmarès

### Cinéma

#### Meilleur film de fiction
- Je suis toujours là (Ainda Estou Aqui) de Walter Salles
  - El 47 de Marcel Barrena
  - El jockey de Luis Ortega
  - Grand Tour de Miguel Gomes
  - La Infiltrada de Arantxa Echevarría

#### Meilleure comédie
- Buscando a Coque (es) de Teresa Bellón et César F. Calvillo
  - Campamento con mamá (es) de Martino Zaidelis
  - El candidato honesto (es) de Luis Felipe Ybarra
  - Padre no hay más que uno 4: Campanas de boda (es) de Santiago Segura

#### Meilleur réalisateur
- Walter Salles pour Je suis toujours là (Ainda Estou Aqui)
  - Arantxa Echevarría pour La Infiltrada
  - Luis Ortega pour El jockey
  - Pedro Almodóvar pour La Chambre d'à côté (La habitación de al lado)

#### Meilleure actrice
- Fernanda Torres pour son rôle dans Je suis toujours là (Ainda Estou Aqui)
  - Carolina Yuste pour son rôle dans La Infiltrada
  - Sol Carballo pour son rôle dans Mémoires d'un corps brûlant (Memorias de un cuerpo que arde)
  - Úrsula Corberó pour son rôle dans El jockey

#### Meilleur acteur
- Eduard Fernández pour son rôle dans Marco, l'énigme d'une vie (Ainda Estou Aqui)
  - Luis Tosar pour son rôle dans La Infiltrada
  - Manuel Garcia-Rulfo pour son rôle dans Pedro Páramo
  - Nahuel Pérez Biscayart pour son rôle dans El jockey

#### Meilleure actrice dans un second rôle
- Clara Segura pour son rôle dans El 47
  - Francisca Lewin pour son rôle dans El lugar de la otra (es)
  - Ilse Salas pour son rôle dans Pedro Páramo
  - Liliana Biamonte pour son rôle dans Mémoires d'un corps brûlant (Memorias de un cuerpo que arde)

#### Meilleur acteur dans un second rôle
- Daniel Fanego (es) pour son rôle dans El jockey
  - Darío Grandinetti pour son rôle dans Nina (es)
  - Diego Anido (es) pour son rôle dans La Infiltrada
  - Héctor Kotsifakis (es) pour son rôle dans Pedro Páramo

#### Meilleur scénario
- Arantxa Echevarría et Amèlia Mora (es) pour La Infiltrada
  - Antonella Sudasassi Furniss (es) pour Mémoires d'un corps brûlant (Memorias de un cuerpo que arde)
  - Eduard Sola (es) pour Casa en flames
  - Jayro Bustamante pour Rita (es)
  - Fabián Casas (es), Luis Ortega et Rodolfo Palacios (es) pour El jockey

#### Meilleure musique
- Alberto Iglesias pour La Chambre d'à côté (La habitación de al lado)
  - Fernando Velázquez pour  La Infiltrada
  - Gustavo Santaolalla pour Pedro Páramo
  - Ulises Hernández pour La invención de las especies

#### Meilleur film d'animation
- Papillons noirs (Mariposas negras) de David Baute
  - Les Aventuriers de l'arche de Noé (Arca de Noé) de Sérgio Machado et Alos di Leo
  - Capitán Avispa de Jean Gabriel Guerra et Jonathan Melendez
  - Dalia and the Red Book de David Bisbano
  - Dragonkeeper (es) de Salvador Simó et Li Jianping

#### Meilleur film documentaire
- El Eco (es) de Tatiana Huezo Sánchez
  - La guitarra flamenca de Yerai Cortés de C. Tangana
  - The Lost Children de Orlando von Einsiedel et Lali Houghton
  - Reas (es) de Lola Arias

#### Meilleure photographie
- Eduard Grau pour La Chambre d'à côté (La habitación de al lado)
  - Inti Briones (es) pour Rita (es)
  - Javier G. Salmones (ca) pour  La Infiltrada
  - Rodrigo Prieto et Nico Aguilar pour Pedro Páramo

#### Meilleure direction artistique
- Eugenio Caballero et Carlos Y. Jacques pour Pedro Páramo
  - Eduardo Hidalgo pour  La Infiltrada
  - Germán Maglieri et Julia Freid pour El jockey
  - Javier Alvariño pour La Vierge rouge (La virgen roja)

#### Meilleur montage
- Victoria Lammers pour La Infiltrada
  - Jayro Bustamante pour Rita (es)
  - Tatiana Huezo Sánchez et Lucrecia Gutiérrez pour El Eco (es)
  - Rosario Suárez et Yibrán Asuad pour El jockey

#### Meilleur son
- Diana Sagrista, Alejandro Castillo, Eva Valiño et Antonin Dalmasso pour Le Retour de Saturne (Segundo Premio)
  - Angie Hernández pour Una Noche con los Rolling Stones 
  - Guido Berenblum pour El jockey
  - Jorge Castillo, Fabio Huete, Mayte Cabrera et Miriam Lisón pour  La Infiltrada

#### Meilleur premier film de fiction
- El ladrón de perros (ca) de Vinko Tomičić Salinas
  - Alemania (es) de María Zanetti
  - La estrella azul de Javier Macipe (es)
  - Simón de la montaña (es) de Federico Luis (en)

### Télévision

#### Meilleure mini-série ou télé-série
- Cent Ans de solitude (Colombie, Netflix)
  - Ciudad de Dios: La lucha no para (es) (Brésil, Max)
  - Como agua para chocolate (Mexique, HBO)
  - Senna (Brésil, Netflix)

### Prix Platino d'honneur
- Eva Longoria